# PSR B1620-26

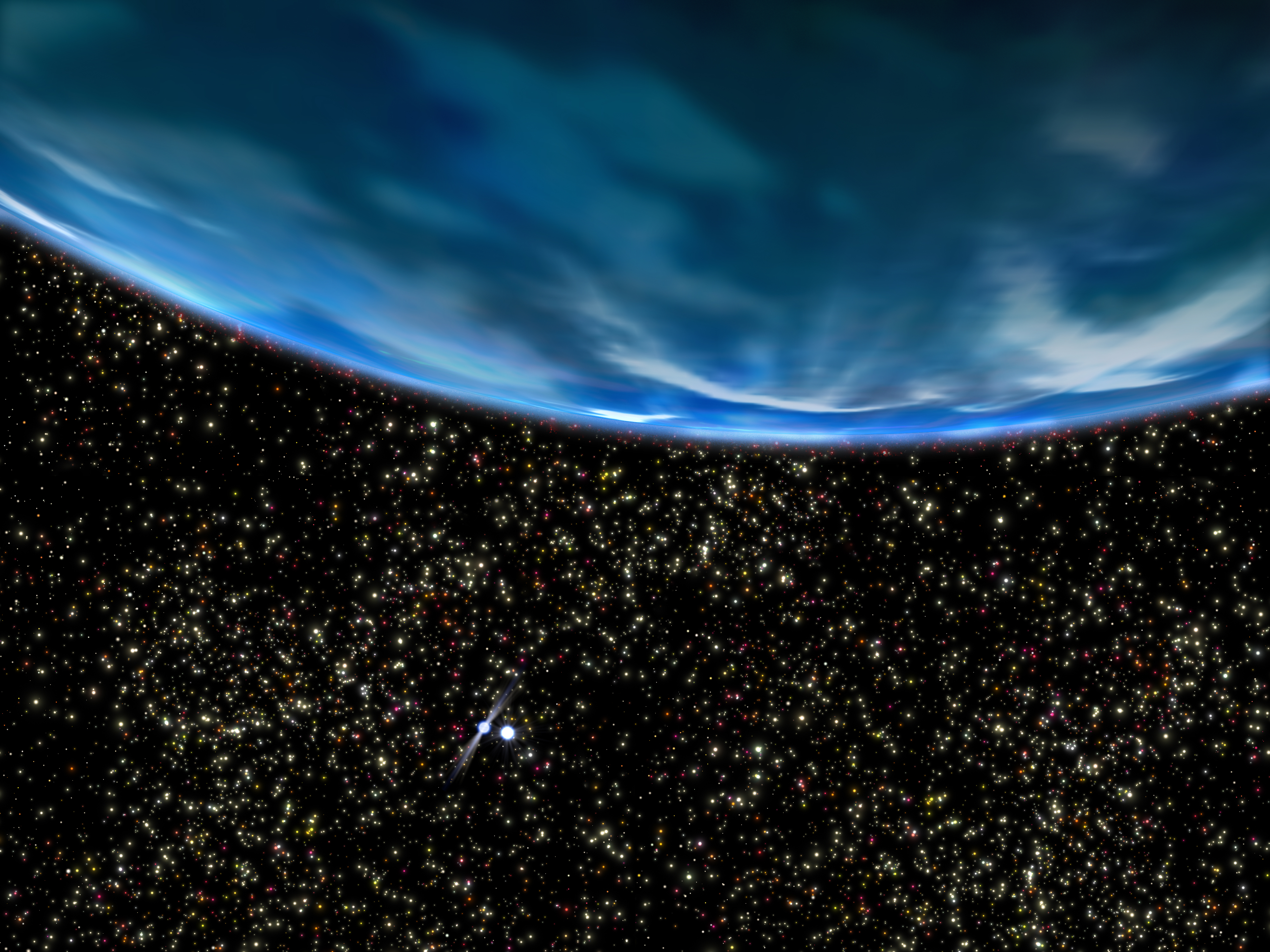
Recreació artística de PSR B1620-26c

El PSR B1620-26 és un sistema binari d'estrelles, al cúmul globular M4 a la constel·lació Scorpius, compost per un púlsar i una estrella nana blanca, a més d'un tercer objecte, el que correspon al planeta extrasolar PSR B1620-26c (Matusalem), amb una massa estimada entre dues i deu vegades la massa del planeta Júpiter. El sistema triple està fora del cor del raïm globular. L'edat del raïm, com s'ha estimat, és aproximadament 12,7 mil milions d'anys. D'aquí això és l'estimació d'edat per al naixement del planeta, i dues estrelles.
PSR B16220-26c al principi va ser descobert pels canvis d'espectroscòpia Doppler, l'òrbita indueix sobre senyals de l'estrella (en aquest cas, canvis en el període de pulsació evident del púlsar). A principis dels anys 1990, un grup d'astrònoms conduïts per Donald Backer, estudiant el que ells van pensar era un púlsar binari, va determinar que un tercer objecte era necessari per explicar els canvis de Doppler observats. Els efectes gravitacionals del planeta sobre l'òrbita del púlsar i la nana blanca van ser mesurats en el transcurs de diversos anys, donant a una estimació de la massa del tercer objecte que era massa petit per ser una estrella. La conclusió que el tercer objecte era un planeta va ser anunciada per Stephen Thorsett i els seus col·laboradors a 1993.